# Tay thanh
Le tay thanh est une langue taï-kadaï, parlée dans le nord du Viêt Nam.

## Répartition géographique
Les locuteurs du tay thanh résident dans les provinces de Thanh Hóa et de Nghệ An.

## Classification
Le tay thanh appartient au sous-groupe des langues taï du Sud-Ouest, rattaché aux langues taï au sein de la famille taï-kadaï.

## Sources
- (en) David Bradley, 2007, East and Southeast Asia dans christopher Moseley (éditeur) Encyclopedia of the world’s endangered languages, pp. 349-424, Milton Park, Routledge.
- (en) Jerold A. Edmondson, Lesser Known Languages of Northern Vietnam.